# Villafrati
Villafrati – miejscowość i gmina we Włoszech, w regionie Sycylia, w prowincji Palermo.
Według danych na rok 2004 gminę zamieszkiwały 3364 osoby, 134,6 os./km².